# Aplastodiscus ehrhardti
Espèce
Synonymes
- Hyla ehrhardti Müller, 1924

Statut de conservation UICN

 LC  : Préoccupation mineure
Aplastodiscus ehrhardti est une espèce d'amphibiens de la famille des Hylidae.

## Répartition et habitat
Cette espèce est endémique du Brésil. Elle se rencontre dans les États de São Paulo, du Paraná et de Santa Catarina. On la trouve entre 300 et 1 100 m d'altitude. Elle vit dans la végétation près des cours d'eau dans la forêt tropicale humide.

## Étymologie
Cette espèce est nommée en l'honneur du naturaliste allemand Wilhelm Ehrhardt (1860-1936).

## Publication originale
- Müller, 1924 : Neue laubfrösche aus dem Staate Santa Catherina, S.O. Brazilien. Zoologischer Anzeiger Leipzig, vol. 59, p. 233-238.